# Tattoo You
Tattoo You är ett musikalbum av The Rolling Stones som lanserades 1981. Albumet var en framgång både kritik- och försäljningsmässigt. Albumet blev listetta i USA och tvåa i Storbritannien. Det är gruppens hittills sista album som nått förstaplatsen på Billboard-listan. "Start Me Up" var den stora singelhiten med bland annat en andraplats på Billboard Hot 100. Även "Hang Fire" och "Waiting on a Friend" blev hyfsade singelframgångar i USA. Ett tecken på att det inte var så bra sammanhållning i gruppen vid tidpunkten var att namnet på albumet ändrades från Tattoo till Tattoo You utan att Keith Richards fått veta något.

## Bakgrund
De flesta låtarna från albumet bygger på halvfärdiga låtar och inspelningar gjorda under olika tillfällen på 1970-talet. De två äldsta låtarna "Tops" och "Waiting on a Friend" hade påbörjats redan 1972 under inspelningarna av Goats Head Soup och har således Mick Taylor istället för Ron Wood som gitarrist. "Start Me Up" påbörjades som en reggaeinspirerad låt under inspelningarna av Black and Blue. Även "Slave" härstammar från inspelningarna av det albumet. De flesta av låtarna var dock påbörjade under inspelningarna av albumen Some Girls och Emotional Rescue.
Albumomslaget är designat av Peter Corriston, och det tilldelades en Grammy för årets omslag. År 2003 listades albumet av magasinet Rolling Stone som #211 i listan The 500 Greatest Albums of All Time.

## Låtlista
Låtar utan angiven upphovsman skrivna av Jagger/Richards.
Sida ett
1. "Start Me Up" - 3:32
2. "Hang Fire" - 2:20
3. "Slave" - 6:32
4. "Little T & A" - 3:23
5. "Black Limousine" (Jagger, Richards, Ron Wood) - 3:33
6. "Neighbours" - 3:33

Sida två
1. "Worried About You" - 5:17
2. "Tops" - 3:47
3. "Heaven" - 4:22
4. "No Use in Crying" (Jagger, Richards, Wood) - 3:25
5. "Waiting on a Friend" - 4:34

## Medverkande
The Rolling Stones
- Mick Jagger - sång, kör, elgitarr på "Heaven", munspel på "Black Limousine"
- Keith Richards - elgitarr, sång på "Little T&A", kör, elbas
- Charlie Watts - trummor
- Ronnie Wood - elgitarr, kör
- Bill Wyman - elbas, elgitarr, synthesizer på "Heaven"

Övriga medverkande
- Ollie Brown - percussion
- Nicky Hopkins - piano, orgel
- Chris Kimsey -  piano på "Heaven"
- Wayne Perkins -  elgitarr på "Worried About You"
- Billy Preston -  piano, organ
- Sonny Rollins -  saxofon på "Slave", "Neighbours" och "Waiting on a Friend"
- Ian Stewart - piano
- Mick Taylor - elgitarr på "Tops" och "Waiting on a Friend"
- Pete Townshend - kör på "Slave"

## Listplaceringar
| Lista (1981)   | Position            |
| -------------- | ------------------- |
| Finland        | 7                   |
| Frankrike      | 1                   |
| Japan          | 8 (Oricon)          |
| Kanada         | 1 (RPM)             |
| Nederländerna  | 1                   |
| Norge          | 3 (VG-lista)        |
| Nya Zeeland    | 1                   |
| Spanien        | 2                   |
| Storbritannien | 2 (UK Albums Chart) |
| Sverige        | 3 (Topplistan)      |
| USA            | 1 (Billboard 200)   |
| Västtyskland   | 3                   |
| Österrike      | 2                   |